# Eberhard Viegener
Eberhard Viegener (* 30. Mai 1890 in Soest; † 4. Mai 1967 in Bilme) war ein deutscher Expressionist und Vertreter der Neuen Sachlichkeit sowie ein Dekorations- und Landschaftsmaler.

## Leben
Viegener absolvierte nach der Schule von 1904 bis 1906 im Betrieb seines Vaters eine Malerlehre. 1907 verbrachte er ein Lehrjahr in Hagen, die Zeit nutzte er für Studien im Folkwang-Museum. Von 1908 bis 1912 arbeitete er im Malerbetrieb seines Vaters, von 1912 bis 1913 war er Anstreicher in Zürich. Von 1913 bis 1914 war er als Autodidakt freischaffender Künstler in Klosters. Seit 1920 lebte er in Bilme bei Soest.
1914 kehrte er mit etwa 25 kleinformatigen Bildern nach Soest zurück. Mit den Künstlern Arnold Topp, Wilhelm Morgner und Wilhelm Wulff war Viegener freundschaftlich verbunden und wurde von deren Malstil beeinflusst. Zum Kriegsdienst wurde er wegen schwacher Gesundheit nicht eingezogen. 1916 hatte er seine erste Ausstellungsteilnahme bei den Juryfreien.
1919 bekam er einen Vertrag mit dem Düsseldorfer Galeristen Alfred Flechtheim, dem er von September bis Oktober 1919 seine erste Ausstellung hatte. In der Folge entstanden die grafischen Mappen: Passion, Totentanz, Der Mond über Soest, Sauerland, sowie zahlreiche Einzelblätter.
1920 heiratete er die ehemalige Schauspielerin Cäcilie Brie, die in erster Ehe mit Paul Henckels verheiratet war. Sie war die Tochter des Staatsrechtlers Siegfried Brie. Das Paar hatte drei Kinder; Felix (auch Tobias genannt) (* 1922, † 2000), Vincent und Amanda.
Viegener nahm an Ausstellungen in Münster, Recklinghausen, Barmen und Bochum teil. Von 1927 bis 1930 beteiligt er sich an der Juryfreien Kunstausstellung in Berlin.1934 gründete er die Eberhard-Viegener-Gesellschaft in Dortmund.
Viegner war befreundet mit dem Maler und Grafiker Bruno Beye. Schon zu Beginn der 30er Jahre wechselte Viegener seinen Stil und malte realitätsnahe Landschaften.
In der Zeit des Nationalsozialismus war Viegener obligatorisch Mitglied der Reichskammer der bildenden Künste. Für diese Zeit ist seine Teilnahme an 11 Ausstellung sicher belegt, darunter 1936 in Essen Westfront 1936. Freie Kunst im neuen Staate, die der nationalsozialistischen Ideologie nahestand. Seine expressionistischen Werke galten den Nazis jedoch als "entartet", und 1937 wurde im Rahmen der deutschlandweiten konzertierten Aktion „Entartete Kunst“ eine bedeutende Anzahl davon aus der Nationalgalerie (Kronprinzen-Palais) und dem Kupferstichkabinett Berlin, dem Städtischen Kunsthaus Bielefeld, der Städtischen Gemäldegalerie Bochum, dem Städtischen Kunst- und Gewerbemuseum Dortmund, dem Museum für Kunst und Heimatgeschichte Erfurt, dem Museum Folkwang Essen, der Kunstsammlungen der Universität Göttingen, dem Städtischen Museum Hagen, dem Provinzial-Museum Hannover, dem Landesmuseum Münster, der Städtischen Gemäldesammlung Soest, der Städtische Bildergalerie Wuppertal-Elberfeld und der Ruhmeshalle Wuppertal-Barmen beschlagnahmt. 1938 wurde ein Werk Viegners auf der Berliner Ausstellung Entartete Kunst gezeigt. Unabhängig davon konnte er seine neuen Arbeiten aber weiterhin auf Ausstellungen präsentieren.
Von 1945 bis 1966 nahm er an über fünfzig Einzel- und Gruppenausstellungen teil. 1946 gründete er zusammen mit Herta Hesse und Wilhelm Wessel den Westdeutschen Künstlerbund, eine Vereinigung von Malern, Graphikern, Bildhauern, Fotografen und Medienkünstlern in Nordrhein-Westfalen, deren Vorsitzender ab 1947 war. 1951/1952 gehörte er neben Otto Nagel und Fritz Dähn zum Vorstand der Jury der gesamtdeutschen Kunstausstellung Künstler schaffen für den Frieden in Ost-Berlin.
1954 heiratete er Annemarie Mehlhemmer (1916–2003), die unter dem Namen Annemarie Viegener ebenfalls Malerin war. Er war der Bruder des Malers und Bildhauers Fritz Viegener sowie des in Hamm/Westfalen ansässigen Fotografen Joseph Viegener.

## 1937 als "entartet" beschlagnahmte Werke

### Tafelbilder
- Drei Greise (Öl, 1917; WV Tjardes 27; zur „Verwertung“ an den Kunsthändler Bernhard Böhmer; Verbleib unbekannt)
- Westfälisches Bauernhaus (1918; WV Tjardes 31; zerstört)
- Kartoffelesser (Öl, 1919; WV Tjardes 55)
- Bergpredigt (Öl, 1919; WV Tjardes 57; zerstört)[5]
- Rauchender Bauer (Öl, 1924; WV Tjardes 95)
- Der Blinde (Öl, 1926, WV Tjardes 117; zerstört)
- Die Familie (Öl auf Leinwand, 104 × 107 cm, 1926; WV Tjardes 120; zerstört)
- Porträt meiner Frau (Öl, 1928; WV Tjardes 130; Verbleib unbekannt)
- Landschaft (zerstört)
- Die Unmäßigen (Öl, 1929; WV Tjardes 147; zur „Verwertung“ an den Kunsthändler Bernhard Böhmer; Verbleib unbekannt)
- Hochgebirgslandschaft (zerstört)
- Spielzeug (zerstört)

### Zeichenkunst
- Drei blaue Frauen (Aquarell, zerstört)

### Druckgrafik
- Heilung des Lahmen (Holzschnitt, 22,6 × 26,7 cm, 1919; Blatt 49 der beschlagnahmten Zeitschrift "Die Schaffenden", Jg. II, Mappe 1, 1919)
- Der Mond über Soest (Mappe mit elf Holzschnitten und einem Titelblatt, 1918/1919; Galerie Flechtheim, Düsseldorf, 1919; WV Kerber 94; Mappe befindet sich wieder im Kupferstichkabinett Berlin)
- Erinnerung an die Hochzeit von Christian Rohlfs und Helene Vogt (Holzschnitt, 17 × 12,5 cm, 1919; zerstört)
- Passion (Mappe mit sieben Holzschnitten, einem Titel- und einem Textblatt, 1921; Bücherstube Walter Severin, Hagen, 1921; zerstört)
- Sauerland (Holzschnitt, 13,4 × 14,5 cm, 1919; zerstört)
- Sonnenaufgang (zerstört)
- Feldarbeit (zerstört)
- Kreuzigung (Holzschnitt, 20,5 × 17,5 cm, 1921; zerstört)
- Christuskopf (zerstört)
- Prophet (zerstört)

### Plastik
- Kreuzigung (Gips, 52 × 39 cm, 1930; WV Tjardes R 2; zerstört)

## Einzelausstellungen
- 1990 Eberhard Viegener LWL – Westfälisches Landesmuseum für Kunst und Kulturgeschichte Münster

## Gruppenausstellungen (Auszug)
- 1986 De Marées a Picasso: Obras Maestras Del Museo Wuppertal – Fundación Juan March, Madrid
- Gruppenausstellung: Blickpunkte Herbst / Winter – 2007/2008 – Bilder – Objekte – Skulpturen
- 2010–2015 Weltsichten. Landschaft in der Kunst seit dem 17. Jahrhundert, Stiftung Situation Kunst, Bochum; Kunsthalle zu Kiel; Museum Wiesbaden; Kunstsammlungen Chemnitz; Museum Dieselkraftwerk Cottbus; Bonnefantenmuseum Maastricht; Neues Museum Weserburg Bremen; Kunsthalle Rostock
- 2010–2011 Der Westfälische Expressionismus in der Kunsthalle Bielefeld[6]

## Museen und öffentliche Sammlungen mit Werken Viegeners (unvollständig)
- Neue Nationalgalerie, Berlin[7]
- Los Angeles County Museum of Art – LACMA, Los Angeles, CA
- Museum Folkwang Essen, Essen
- Karl-Ernst-Osthaus-Museum, Hagen
- Gustav-Lübcke-Museum, Hamm
- Museum Ludwig, Köln
- Wilhelm-Morgner-Haus, Soest
- Märkisches Museum, Witten
- Von der Heydt Museum, Wuppertal
- Schieferbergbau- und Heimatmuseum Holthausen

## Ehrungen
- In Soest wurde der Eberhard-Viegener-Weg nach ihm benannt[8]
- 1947 Karl Ernst Osthaus-Preis der Stadt Hagen[9]
- 1960 Ernennung zum Professor durch das Land Nordrhein-Westfalen